# Synopeas nigroides
Synopeas nigroides är en stekelart som beskrevs av Peter Neerup Buhl 2001. Synopeas nigroides ingår i släktet Synopeas och familjen gallmyggesteklar. Inga underarter finns listade i Catalogue of Life.